# Formello
Formello és un comune (municipi) de la ciutat metropolitana de Roma, a la regió italiana del Laci, situat al sud-est dels Monts Sabatins, dins del Parc Regional de Veïs. L'1 de gener de 2018 tenia 13.070 habitants.
Formello limita amb els següents municipis: Campagnano di Roma, Roma i Sacrofano.

## Història
La zona ha estat habitada des de temps prehistòrics. S'hi troben alguns dels jaciments arqueològics associats a la poderosa antiga ciutat etrusca de Veïs, que rivalitzava amb Roma per un temps, al nord de la vila d'Isola Farnese, al sud de Formello. La població a la regió va disminuir després de la destrucció de Veïs el 396 aC.
En aquesta zona, cap a l'any 780, el Papa Adrià I va establir una gran finca de la qual formava part aquest territori, el seu Domusculta Capracorum, en contrast amb el poder de l'Abadia de Farfa, però va ser destruïda pels atacs sarraïns al segle ix. Els territoris de la domus incloïen un fundus formellum, on es va desenvolupar un assentament que es va esmentar per primera vegada el 1027.
Al segle xi era una possessió de la basílica romana de Sant Pau Extramurs, i probablement es va fortificar en el mateix període. En 1279 es va convertir en un feu de la família Orsini, que la va vendre a la família Chigi el 1661.

## Llocs d'interès
- Església de San Lorenzo, també coneguda com a Chiesa di San Lorenzo Martire (segles X-XI). Va rebre un campanar al segle xv i es va renovar el 1574 amb la incorporació de les dues naus. L'esquerra posseeix frescos de Donato Palmieri. Es troba al costat del Palazzo Chigi.[2]
- Palazzo Chigi (segle xi). Va ser construït per la família Orsini, probablement per sobre de l'existent 'castrum esmentat al segle xi. Allotja el Museu Arqueològic del Camp de Veïs.
- Església de San Michele Arcangelo, també coneguda com a Chiesa San Michele Arcangelo (segle xii). Església romànica amb un campanar alt i una sola nau. Aquesta església només està oberta per a ocasions especials.[2][3]
- Les ruïnes de Villa Chigi-Versaglia, construïdes pel cardenal Flavio Chigi (1631-1693) al segle xvii.

## Galeria d'imatges

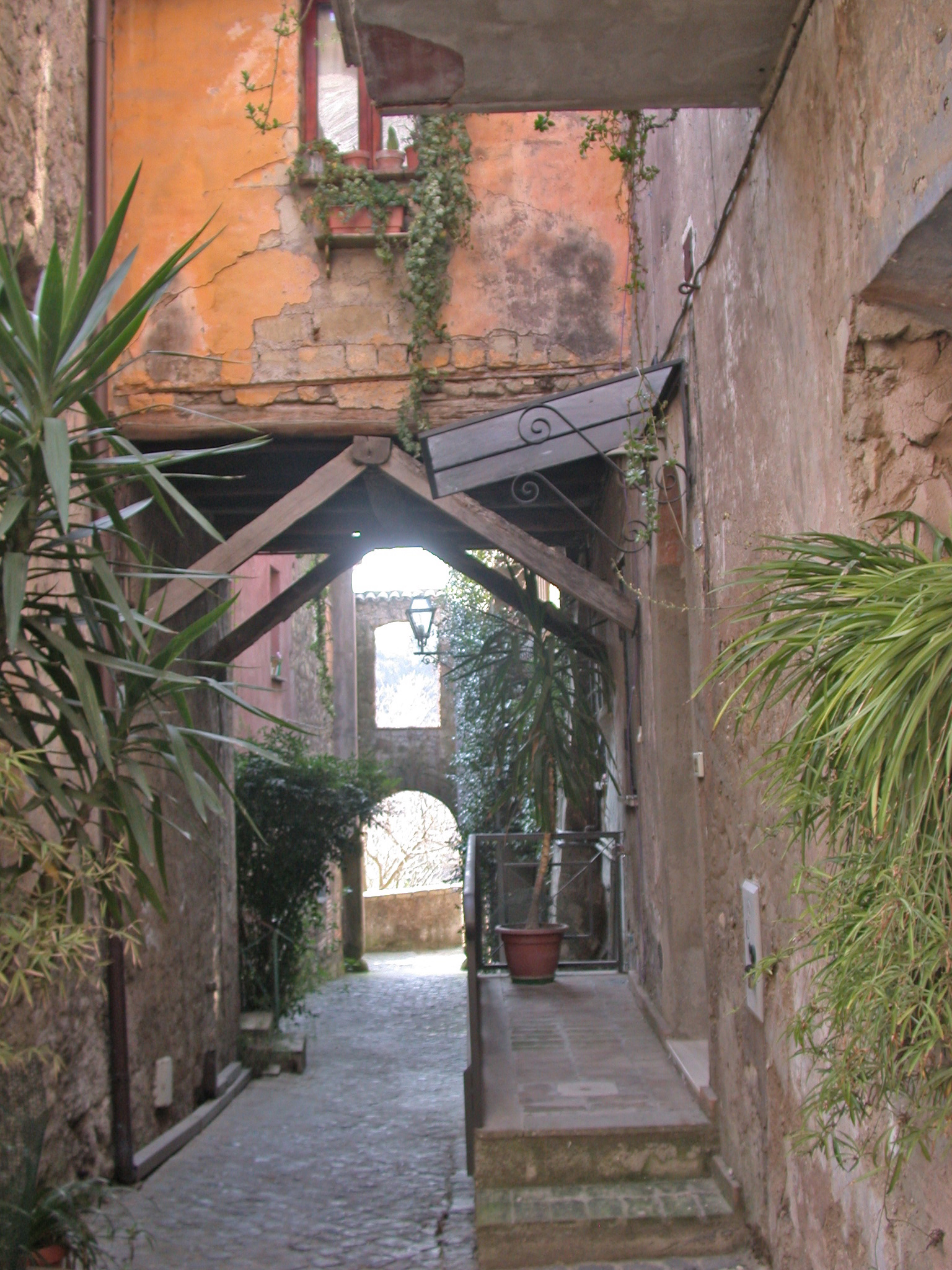
Centre històtic de Formello
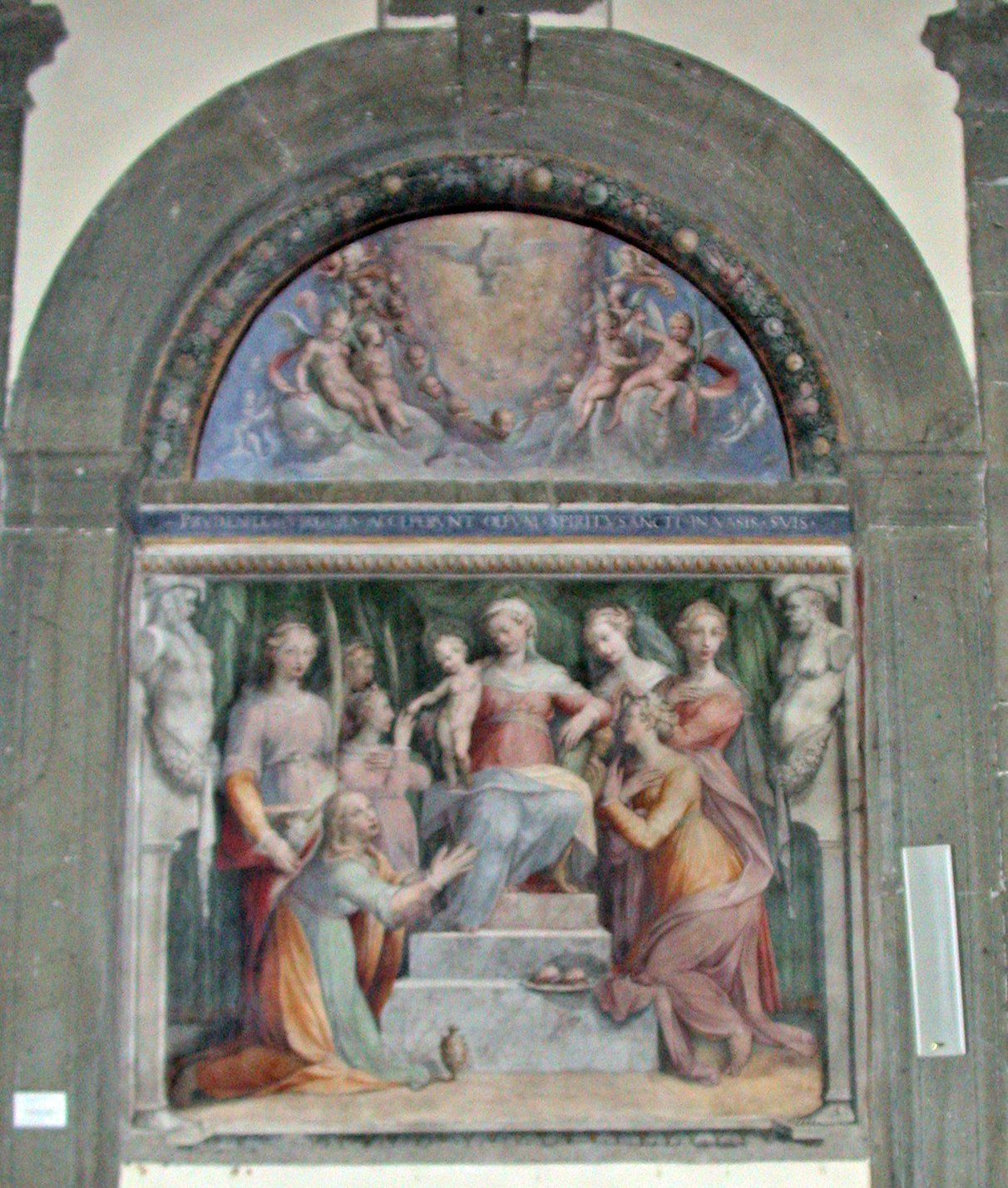
Pintura de Domenico Palmieri (aprox.1570)
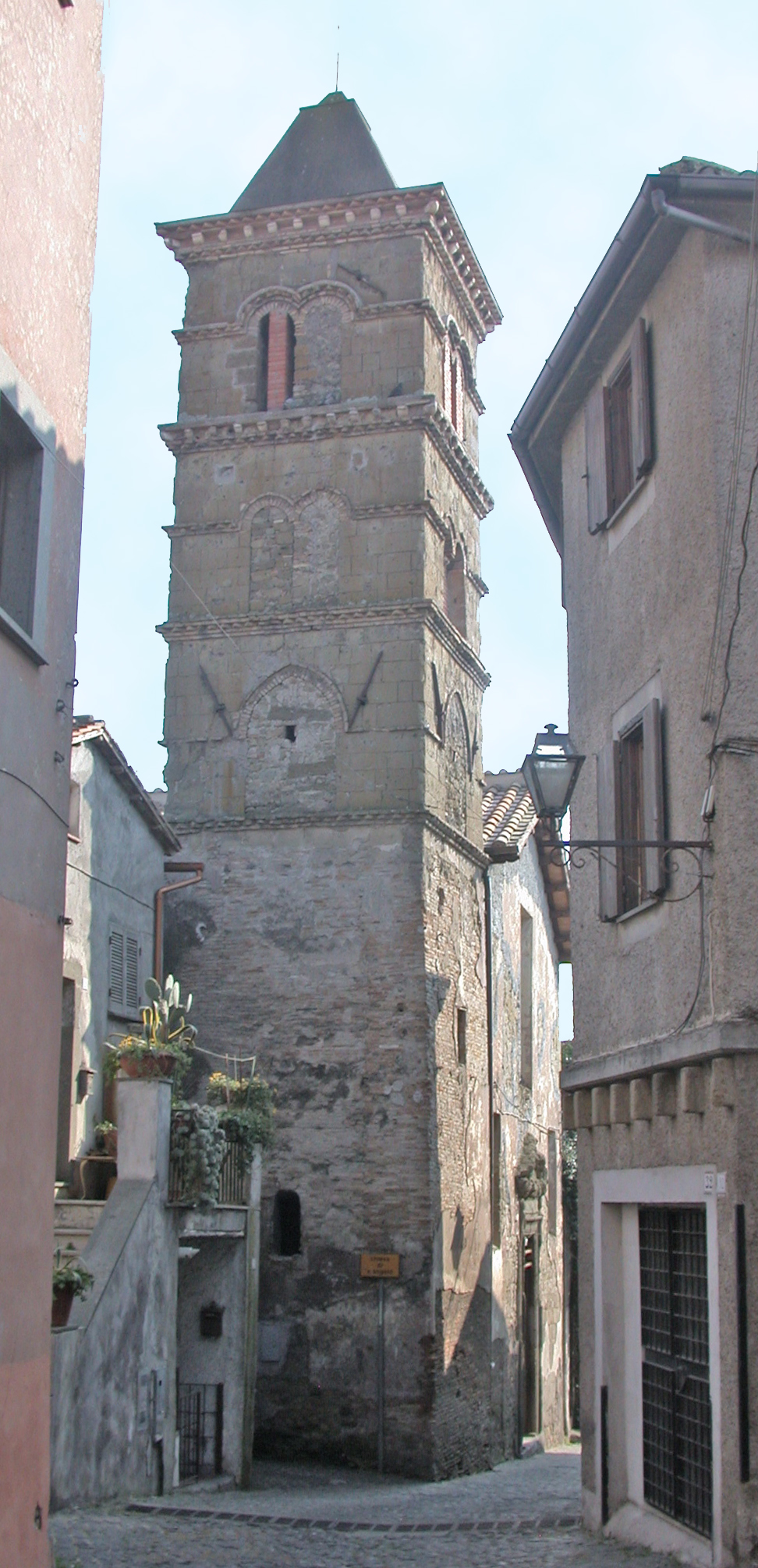
Església de San Michele Arcangelo
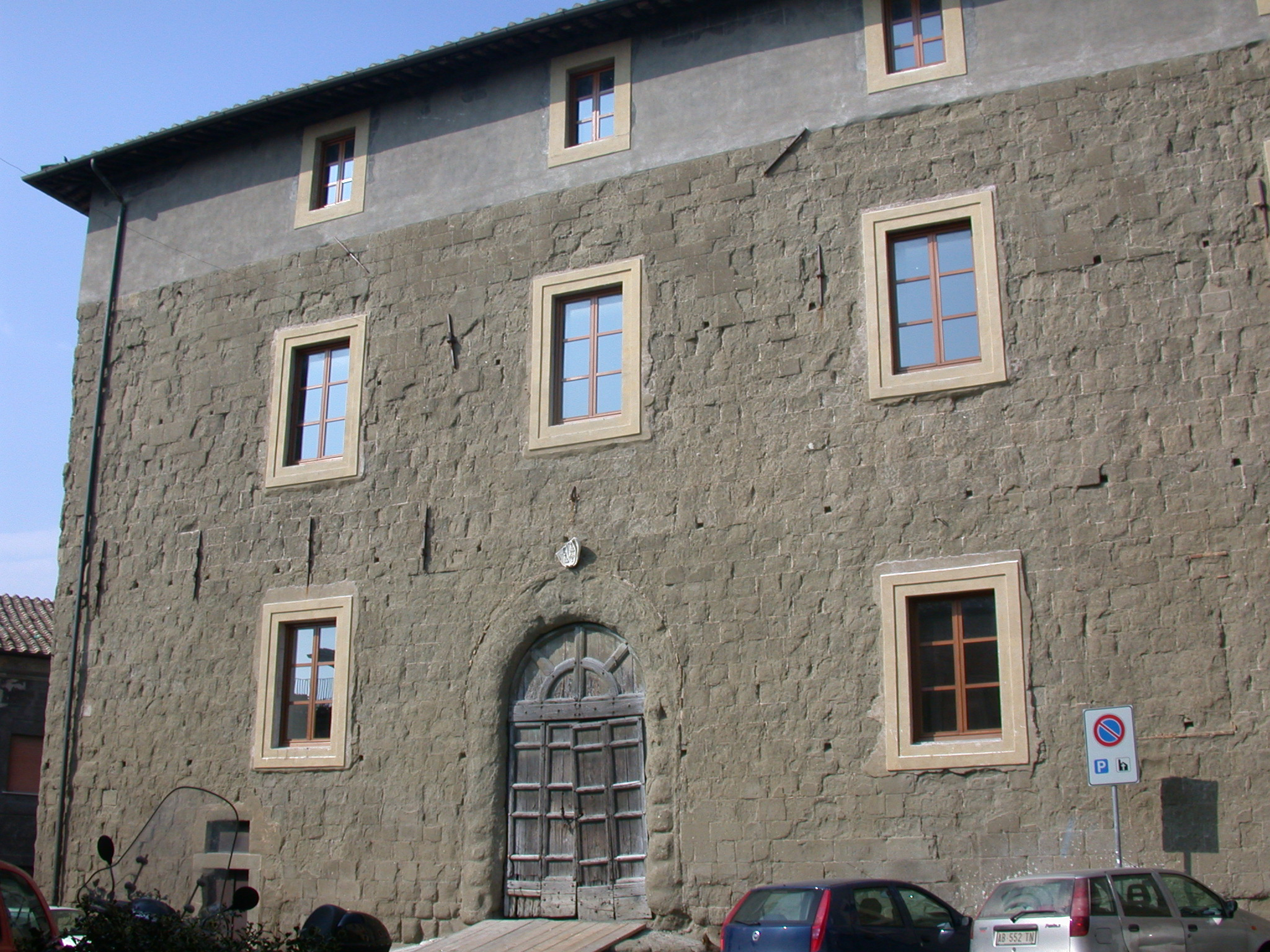
Façana del Palazzo Chigi